# Storia dell'animazione italiana
La produzione in Italia di cartoni animati ha avuto per lo più riscontro entro i confini nazionali o, in epoca più recente, europei, grazie alle coproduzioni intereuropee operate dalla Rai con le altre reti nazionali.
Fra gli autori più famosi si ricordano sicuramente Bruno Bozzetto e Guido Manuli; in epoca contemporanea il maggiore seguito e successo commerciale anche internazionale è stato riscontrato da Iginio Straffi, con la serie TV Winx Club. I lungometraggi animati italiani non sono riusciti ad avere molto seguito, sebbene premiati dalla critica. Alcuni casi importanti furono i film di Enzo D'Alò, La Freccia Azzurra e La gabbianella e il gatto, quest'ultimo progetto riscosse molto successo in tutto il mondo sia per quello che riguarda la critica che gli incassi.
Storicamente la maggior parte degli studi di animazione si concentrano nelle città di Roma, Milano e Torino mentre solo negli ultimi anni si sta sviluppando questo settore a Napoli, principalmente, e nel resto del Mezzogiorno.

## Storia

### I primordi
Il primo lavoro di animazione realizzato in Italia è stata una sequenza di pupazzi animati realizzata in ripresa a passo uno, come effetto speciale nel film muto Cabiria di Giovanni Pastrone nel 1914. Risale al 1917 il lavoro successivo, il mediometraggio La guerra ed il sogno di Momi, dell'operatore Segundo de Chomón (regista insieme a Giovanni Pastrone, regia e sceneggiatura), ancora in muto; nel film si narra di un vecchio che legge una lettera dal fronte di suo figlio al suo nipote, che dopo essersi addormentato sogna il padre guidare un esercito di soldatini. Nel 1920 viene realizzato La cura contro il raffreddore, metraggio muto realizzato da Giovanni Bottini, che ha avuto anche il merito di apportare dei miglioramenti alla tecnica della ripresa a passo uno. Attivo in questo periodo fu anche Guido Presepi, autore di vari cortometraggi animati di vario genere, anche pubblicitari; iniziò la lavorazione di un lungometraggio Vita di Mussolini, rimasto incompiuto. Molti altri nomi oltre a quello di Guido Presepi ricorrono nell'animazione pubblicitaria o pedagogica dell'epoca, nomi come quelli di: Gustavo Petronio, Ugo Amadoro, Luigi Pensuti, Carlo Cossio e Vittorio Cossio. Tuttavia non tutti i cortometraggi circolanti all'epoca erano di realizzazione italiana: alcuni erano d'importazione e tradotti, di origine francese.
Un discorso a parte meritano invece i futuristi fratelli Corradini (noti anche come fratelli Ginanni-Corradini), alias di Arnaldo Ginna e Bruno Corra e la loro sperimentazione di musica cromatica, il cui manifesto culturale risale al 1910; essi volevano una musica dei colori dove i colori avrebbero sostituito i suoni musicali; perciò costruirono una sorta di pianoforte nel quale la pressione dei tasti proiettava delle luci su una superficie. Questo primo esperimento, fallimentare, spinse la coppia a pitturare direttamente i fotogrammi, divenendo così pionieri del cinema astratto.

### Gli anni del regime e l'influenza Disney
Negli anni venti la cinematografia italiana subì un periodo di crisi, e non ci furono esempi di animazione degni di nota. La tendenza cominciò ad invertirsi nel procedere verso gli anni trenta, con una sempre maggiore attenzione da parte del regime fascista. Nel 1935 il celebre Walt Disney venne invitato ad una serata di gala presso il cinema Barberini, accolto dal ministro della stampa e della propaganda Galeazzo Ciano e dal direttore generale della cinematografia Luigi Freddi, in un'ottica di revisione e di miglioramento tecnico dell'animazione italiana, che portò a trascurare la ripresa a passo uno di pupazzi e marionette in favore dei disegni animati.
Nel 1934 viene realizzato il documentario animato Come nasce un cartone animato, una sperimentazione di Luigi Pensuti, che oltre alla sua valenza documentaristica ne ha anche una scherzosa, perché a fare da anfitrione per gli spettatori c'è nientemeno che Adolf Hitler. Liberio Pensuti realizzò anche Un idillio a Ginevra (noto anche come Ahi Hitler!), un metraggio politico, nella quale una certa Marianna nel palazzo della Società delle Nazioni, da identificarsi con la Francia, viene circuita da un fraudolento Führer; questo disegno animato racconta di quel breve periodo nel quale l'Italia fascista si avvicinò alla Francia, in seguito all'uccisione di Engelbert Dollfuss, tanto breve al punto che il film non venne mai distribuito in patria.
Nel 1942 viene pubblicato Il dottor Churkill, sempre di Liberio Pensuti; quest'altro cartone di regime mostra una maggiore cattiveria nella sua satira: Winston Churchill viene mostrato come un novello dr. Jekyll, che riesce a mantenere un'apparenza dabbene grazie all'ausilio delle pozioni magiche democrazia e libertà, e che deruba gli africani delle colonie, al contrario dei regimi fascista e nazista, che alla fine si uniscono nella lotta contro le nazioni plutocratiche. Questo diverso modo di narrare deriva dal differente datore di lavoro di Pensuti: prima era l'istituto Luce diretto da Paulucci di Calboli, adesso la Incom di Sandro Pallavicini (fondata nel 1938).

### Il secondo dopoguerra e Carosello
Nel secondo dopoguerra vi furono due lungometraggi rimarchevoli: I fratelli Dinamite di Nino Pagot del 1949 e La rosa di Bagdad di Anton Gino Domeneghini del 1949, ma non riscossero un grande successo. Così come ebbe scarsa diffusione anche il cortometraggio L'ultimo sciuscia (1946) di Gibba, riscoperto dalla critica solo molti anni dopo, ed entrato alla storia come unico esempio di cinema neorealista animato. Nel 1953 il fumettista Romano Scarpa diresse il cortometraggio La piccola fiammiferaia; all'infuori di questi esempi l'animazione italiana del dopoguerra rimase confinata al settore televisivo, specialmente nella pubblicità, con quel grande committente che fu in proposito Carosello, operativo dal 1957. Carosello sostenne e lanciò le carriere di artisti come Bonvi, Bruno Bozzetto, Guido Manuli, Paolo Piffarerio, Armando Testa, Guido De Maria, Osvaldo Cavandoli, Emanuele Luzzati, Carlo Peroni, Paul Campani, i fratelli Nino e Toni Pagot, i fratelli Gino e Roberto Gavioli. Dopo un lungo tempo di pausa, negli anni '10 del XXI secolo, l'uso del cartone per le pubblicità è tornato ad essere molto presente.

### Dal miracolo italiano all'epoca moderna
Nel 1961, su soggetto di Cesare Zavattini e per la grafica di Roberto Gavioli e Paolo Piffarerio, la Gamma film realizza La lunga calza verde, in omaggio al centenario dell'unità d'Italia. La situazione dell'animazione italiana non riesce però a diventare una realtà di rilievo, nonostante l'ausilio della legge sul cinema del 1965. Le opere di animazione più notevoli di questo periodo sono i corti del Signor Rossi di Bruno Bozzetto, macchietta dell'italiano medio, West and Soda, realizzato dallo stesso Bozzetto, e il film Vip - Mio fratello superuomo, sceneggiato con Guido Manuli; Pulcinella, del 1973, e Il flauto magico, del 1978, di Giulio Gianini ed Emanuele Luzzati, e Il cavaliere inesistente del 1970 di Pino Zac.
Negli anni novanta, il motore principale dell'animazione italiana è stata la TV pubblica RAI, che ha finanziato numerose serie televisive d'animazione, spesso in coproduzione con le reti nazionali di altri paesi (Barbarossa, Sandokan - La tigre della Malesia, La Pimpa, Lupo Alberto). Viene creata una direzione specifica, RAI Cartoon, all'interno di RAI Fiction.
I lungometraggi più significativi sono stati La freccia azzurra del 1996 e La gabbianella e il gatto del 1998, entrambi animati da Lanterna Magica.
Nel 2003 esce il primo film d'animazione in computer grafica di produzione interamente italiana: L'apetta Giulia e la signora Vita.
Nei giorni a cavallo fra il 2005 e il 2006 lo studio d'animazione Stranemani realizza la serie animata di Rat-Man, ispirata al fumetto di Leonardo Ortolani, con 52 episodi di una durata di 13 minuti, alcuni dei quali furono presentati in anteprima presso diverse manifestazioni dedicate a fumetti e all'animazione: Lucca Comics & Games (Lucca), Romics (Roma), Future Film Festival (Bologna), Comicon (Napoli) e Rimini Comix (Rimini). La Stranemani realizza successivamente il lungometraggio Rat-Man - Il segreto del supereroe.
Nell'ambito delle serie televisive, sempre d'iniziativa privata, l'esempio più significativo dal punto di vista commerciale è stata la serie Winx Club della casa di produzione Rainbow fondata da Iginio Straffi, diventata un lungometraggio (Winx Club - Il segreto del regno perduto) nel 2007, un secondo film (Winx Club 3D - Magica avventura) e un terzo film (Winx Club - Il mistero degli abissi). Successivamente Iginio Straffi ideò e diresse le serie d'animazione Monster Allergy, PopPixie e Huntik - Secrets & Seekers, dove la magia si unisce all'avventura, all'archeologia e alle leggende; questa serie fu premiata a Cannes al Mipcom Junior, l'importante rassegna internazionale dedicata ai programmi TV per bambini, come migliore cartone animato per l'intrattenimento e le opportunità di business.
Un'altra realtà molto interessante nel panorama italiano, soprattutto in relazione alla ricerca e la sperimentazione artistica è il Maga Animation Studio. Creato nel 1996 da Massimo Carrier Ragazzi, è lo studio italiano che ha ottenuto più riconoscimenti e premi nei principali festival ed eventi legati al mondo dell'animazione, sia in Italia che all'estero. Da segnalare infine il lungometraggio La storia di Leo del 2007 di Mario Cambi vincitore del Giffoni Film Festival del 2008 Best Film – Golden Gryphon Award – Sezione Kidz.
Da segnalare la serie di lungometraggi animati prodotti da Ferrero in allegato ai suoi prodotti e merendine.

## Lungometraggi

### Regno d'Italia
Anni trenta
- 1936 – Le avventure di Pinocchio (Raoul Verdini, Umberto Spano) [incompiuto]
- 1936 – I quattro moschettieri (Carlo Campogalliani)

### Repubblica Italiana
Anni quaranta
- 1948 – I fratelli Dinamite (Nino Pagot)
- 1949 – La rosa di Bagdad (Anton Gino Domeneghini)

Anni cinquanta
- 1956 – Il paese di Paperino (Jean Tourane) (coproduzione con Francia)
- 1959 – I picchiatelli (Antonio Attanasi)

Anni sessanta
- 1961 – Le avventure di Topo Gigio (Federico Caldura)
- 1965 – West and Soda (Bruno Bozzetto)
- 1966 – Gatto Filippo: Licenza d'incidere (Pino Zac)
- 1968 - Viaggio di Lavoro - all'interno di Capriccio all'italiana (Pino Zac)
- 1968 – Vip - Mio fratello superuomo (Bruno Bozzetto)
- 1968 – Putiferio va alla guerra (Roberto Gavioli)

Anni settanta
- 1970 – Il cavaliere inesistente (Pino Zac)
- 1971 – Un burattino di nome Pinocchio (Giuliano Cenci)
- 1974 – Il racconto della giungla (Gibba)
- 1974 – Il giro del mondo degli Innamorati di Peynet (Cesare Perfetto)
- 1974 – Turandot (Giulio Gianini e Emanuele Luzzati)
- 1975 – Il nano e la strega (Gibba)
- 1976 – Allegro non troppo (Bruno Bozzetto)
- 1976 – Il signor Rossi cerca la felicità (Bruno Bozzetto)
- 1977 – I sogni del signor Rossi (Bruno Bozzetto)
- 1978 – Le vacanze del signor Rossi (Bruno Bozzetto)
- 1978 – Mazinga contro gli UFO Robot (Enrico Bomba) (film di montaggio)

Anni ottanta
- 1982 – Flatlandia (Michele Emmer)

Anni novanta
- 1991 – Kim (Gibba)
- 1991 – Volere volare (Maurizio Nichetti, Guido Manuli)
- 1994 – L'eroe dei due mondi (Guido Manuli)
- 1996 – La Freccia Azzurra (Enzo D'Alò)
- 1996 – Alì Babà (Zlata Potancokova Belli)
- 1998 – La gabbianella e il gatto (Enzo D'Alò)
- 1999 – La leggenda del Titanic (Orlando Corradi) (coproduzione con Spagna, Corea del Nord e Stati Uniti)

Anni duemila
- 2000 – Titanic - La leggenda continua (Camillo Teti)
- 2001 – Aida degli alberi (Guido Manuli)
- 2001 – Momo alla conquista del tempo (Enzo D'Alò)
- 2002 – Johan Padan a la descoverta de le Americhe (Giulio Cingoli)
- 2003 – L'apetta Giulia e la signora Vita (Paolo Modugno)
- 2003 – Opopomoz (Enzo D'Alò)
- 2003 – Totò Sapore e la magica storia della pizza (Maurizio Forestieri)
- 2003 – Il cane e il suo generale (Francis Nielsen) (coproduzione con Francia)
- 2003 – Parva e il principe Shiva (Jean Cubaud) (coproduzione con Francia)
- 2004 – Kate - La bisbetica domata (Roberto Lione)
- 2005 – L'isola degli smemorati (Kim Hyok)
- 2006 – Yo-Rhad - Un amico dallo spazio (Vittorio Rambaldi, Camillo Teti)
- 2006 – Azur e Asmar (Michel Ocelot) (coproduzione con Francia, Belgio e Spagna)
- 2007 – Rat-Man – Il segreto del supereroe (Leonardo Ortolani)
- 2007 – L'arca di Noè (Juan Pablo Buscarini)
- 2007 – Bentornato Pinocchio (Orlando Corradi)
- 2007 – Winx Club - Il segreto del regno perduto (Iginio Straffi)
- 2007 – Donkey Xote (José Pozo)
- 2007 – Quarantasei (Marco Belotti, Marco Murari, Gigi Badioli)
- 2008 – La Storia di Leo (Mario Cambi)
- 2008 – Mià e il Migù (Jacques-Rémy Girerd) (coproduzione con Francia)
- 2008 – Zero Zero (Marco Pavone)
- 2009 – Nat e il segreto di Eleonora (Dominique Monféry)

Anni duemiladieci
- 2010 – Cuccioli - Il codice di Marco Polo (Sergio Manfio)
- 2010 – Winx Club 3D - Magica avventura (Iginio Straffi)
- 2012 – Gladiatori di Roma (Iginio Straffi)
- 2013 – Pinocchio (Enzo D'Alò)
- 2013 – L'arte della felicità (Alessandro Rak)
- 2013 – Blackie & Kanuto (Francis Nielsen) (coproduzione con Francia e Spagna)
- 2014 – Cuccioli - Il paese del vento (Sergio Manfio)
- 2014 – Winx Club - Il mistero degli abissi (Iginio Straffi)
- 2014 – Fantasticherie di un passeggiatore solitario (Paolo Gaudio)
- 2015 – Burqa (Marco Pavone)
- 2015 –Iqbal - Bambini senza paura (Michel Fuzellier)
- 2015 – Acid Space (Stefano Bertelli)
- 2015 – Bangland (Lorenzo Berghella)
- 2015 – Dolcezza Extrema (Alberto Genovese)
- 2017 – Gatta Cenerentola (Ivan Cappiello, Marino Guarnieri, Alessandro Rak, Dario Sansone)
- 2017 – East End (Giuseppe Squillaci)
- 2017 – Pipì, Pupù e Rosmarina in Il mistero delle note rapite (Enzo D'Alò)
- 2018 – Leo da Vinci - Missione Monna Lisa (Sergio Manfio)
- 2019 – La famosa invasione degli orsi in Sicilia (Lorenzo Mattotti)

Anni duemilaventi
- 2020 – Trash - La leggenda della piramide magica (Francesco Dafano, Luca della Grotta)
- 2020 – Francesco (Lisa Arioli, Luca Fernicola)
- 2021 – Yaya e Lennie - The Walking Liberty (Alessandro Rak)
- 2022 – Manodopera (Alain Ughetto) (coproduzione con Francia, Svizzera e Portogallo)
- 2023 – Linda e il pollo (Chiara Malta e Sébastien Laudenbach) (coproduzione con Francia)
- 2023 – Mary e lo spirito di mezzanotte (Enzo D'Alò)
- 2024 – PAPmusic - Animation for Fashion (LeiKiè)

## Cortometraggi
Anni quaranta
- 1942 – Nel paese dei ranocchi (Antonio Rubino)
- 1942 – Anacleto e la faina (Roberto Sgrilli)

- 1948 – L'ultimo sciuscià (Gibba)

Anni cinquanta
- 1953 – La piccola fiammiferaia (Romano Scarpa)
- 1958 – Tapum! La storia delle armi (Bruno Bozzetto)
- 1959 – La storia delle invenzioni (Bruno Bozzetto)

Anni sessanta
- 1960 – Welcome to Rome (Roberto De Leonardis)
- 1960 – Un Oscar per il signor Rossi (Bruno Bozzetto)
- 1961 – La lunga calza verde (Roberto Gavioli)
- 1963 – Il signor Rossi va a sciare (Bruno Bozzetto)
- 1964 – La gazza ladra (Giulio Gianini e Emanuele Luzzati)
- 1964 – Il signor Rossi al mare (Bruno Bozzetto)
- 1966 – Il signor Rossi compera l'automobile (Bruno Bozzetto)
- 1969 – L'italiana in Algeri (Giulio Gianini e Emanuele Luzzati)

Anni settanta
- 1970 – Alì Babà (Giulio Gianini e Emanuele Luzzati)
- 1970 – Il signor Rossi al camping (Bruno Bozzetto)
- 1971 – La maschera della morte rossa (Manfredo Manfredi)
- 1972 – Il signor Rossi al safari fotografico (Bruno Bozzetto)
- 1972 – Oppio per oppio (Bruno Bozzetto)
- 1973 – La cabina (Bruno Bozzetto)
- 1973 – Pulcinella (Giulio Gianini e Emanuele Luzzati)
- 1974 – Il signor Rossi a Venezia (Bruno Bozzetto)
- 1978 – Baby Story (Bruno Bozzetto)

Anni ottanta
- 1985 – Incubus (Guido Manuli)

Anni novanta
- 1990 – Mister Tao (Bruno Bozzetto)
- 1991 – Cavellette (Bruno Bozzetto)
- 1993 – Kamillo Kromo (Enzo D'Alò)
- 1995 – Help? (Bruno Bozzetto)
- 1999 – Europa&Italia (Bruno Bozzetto)
- 1999 – Tony e Maria (Bruno Bozzetto)

Anni duemila
- 2000 – I cosi (Bruno Bozzetto)
- 2001 – Yes&No (Bruno Bozzetto)
- 2003 – Olympics (Bruno Bozzetto)
- 2004 – Femminile&Maschile (Bruno Bozzetto)
- 2004 – Neuro (Bruno Bozzetto)
- 2004 – Looo (Bruno Bozzetto)

Anni duemiladieci
- 2011 – Dell'ammazzare il maiale (Simone Massi)

Anni duemilaventi
- 2024 – Sapiens? (Bruno Bozzetto)

## Mediometraggi
- 1917 – La guerra ed il sogno di Momi (Segundo de Chomòn)
- 1978 – Il flauto magico (Emanuele Luzzati)
- 1988 – Alan Ford e il gruppo TNT contro Superciuk (Max Bunker)
- 2012 – La cantata dei pastori (Nicola Barile)
- 2013 – Il sogno di Brent (Alessandro Belli)
- 2017 – Somalia94 – Il caso Ilaria Alpi (Marco Giolo)

## Documentari
- 2016 – Bozzetto non troppo (Marco Bonfanti)
- 2018 – La strada dei Samouni (Stefano Savona, regista delle parti animate Simone Massi)

## Riconoscimenti
- Nel 1942 i cortometraggi Anacleto e la faina e Nel paese dei ranocchi vinsero entrambi la Medaglia per il disegno animato alla 10ª Mostra internazionale d'arte cinematografica di Venezia.
- Nel 1949 La rosa di Bagdad di Anton Gino Domeneghini vinse il primo premio al festival di Venezia nella categoria "ragazzi".
- Al Festival di Berlino 1990 il cortometraggio Mister Tao si è aggiudicato l'Orso d'oro per il miglior cortometraggio
- Sia La freccia azzurra che La gabbianella e il gatto, diretti entrambi da Enzo D'Alò vinsero un Nastro d'argento, inoltre il primo ricevette anche un David di Donatello per la migliore colonna sonora, mentre il secondo ricevette il premio del pubblico al Festival del cinema di Montréal.
- I cortometraggi italiani ad essere mai stati candidati all'Oscar al miglior cortometraggio d'animazione sono 3: La gazza ladra nel 1966, Pulcinella nel 1974 entrambi del duo Giulio Gianini e Emanuele Luzzati e, nel 1991, Cavallette di Bruno Bozzetto.
- Durante il Laputa Animation Festival tenutosi a Tokyo nel 2003, centoquaranta persone, tra animatori e critici cinematografici stilarono la classifica delle 150 migliori opere animate di ogni tempo e luogo. Tra di esse figurano due opere italiane; l'Allegro non troppo di Bruno Bozzetto al 73º posto, ed il corto su Alì Babà di Emanuele Luzzati in 134ª posizione.
- Nel 2012 il cortometraggio Dell'ammazzare il maiale di Simone Massi ha vinto il David di Donatello per il miglior cortometraggio.
- Nel 2014 Fantasticherie di un passeggiatore solitario di Paolo Gaudio si è aggiudicato il premio del festival de La Samain du cinéma fantastique di Nizza.
- Nel 2014 L'arte della felicità di Alessandro Rak ha vinto la ventisettesima edizione degli European Film Awards, gli Oscar europei, nella categoria miglior film d'animazione.
- Nel 2018 Gatta Cenerentola di Ivan Cappiello, Alessandro Rak, Marino Guarnieri, Dario Sansone ha vinto ai David di Donatello nella categoria Miglior Produzione e Miglior Effetti Digitali.
- Nel 2018 è stato assegnato al documentario animato La strada dei Samouni il premio L'Œil d'or al Festival di Cannes 2018.

## Animatori italiani notevoli all'estero
- Ugo D'Orsi: è stato un animatore Disney dove fondò e collaborò per tutta la sua carriera con il Dipartimenti effetti speciali lavorano a cortometraggi come La gallinella saggia ed Il vecchio mulino, e invece come addetto degli effetti speciali nei film  Biancaneve e i sette nani, Fantasia , Pinocchio e Bambi.[9]
- Pino van Lamsweerde: noto prevalentemente nei paesi francofoni, il suo lavoro più noto è Asterix e la pozione magica.
- Gabriele Pennacchioli: ha lavorato con l'Amblimation per Balto, per poi passare alla DreamWorks Animation dove ha lavorato a Kung fu Panda e Dragon Trainer.[10]
- Enrico Casarosa: ha studiato animazione a New York ed ha cominciato a lavorare per la Blue Sky come storyboard artist per i film L'era glaciale e Robots, per poi cominciare a lavorare alla Pixar ai film Cars - Motori ruggenti, Ratatouille e Up. Nel 2011 ha diretto il suo primo cortometraggio, La luna, candidato al Premio Oscar al miglior cortometraggio d'animazione. Nel 2021 ha diretto il suo primo lungometraggio animato, Luca, anche questo candidato agli Oscar.
- Alessandro Carloni: ha cominciato a lavorare alla DreamWorks Animation nel 2002, principalmente come storyboard artist e sceneggiatore, per avere la sua prima regia nel 2016 con Kung Fu Panda 3, film che ha co-diretto insieme a Jennifer Yuh.[11]